# Johann Brenner von Löwenstein

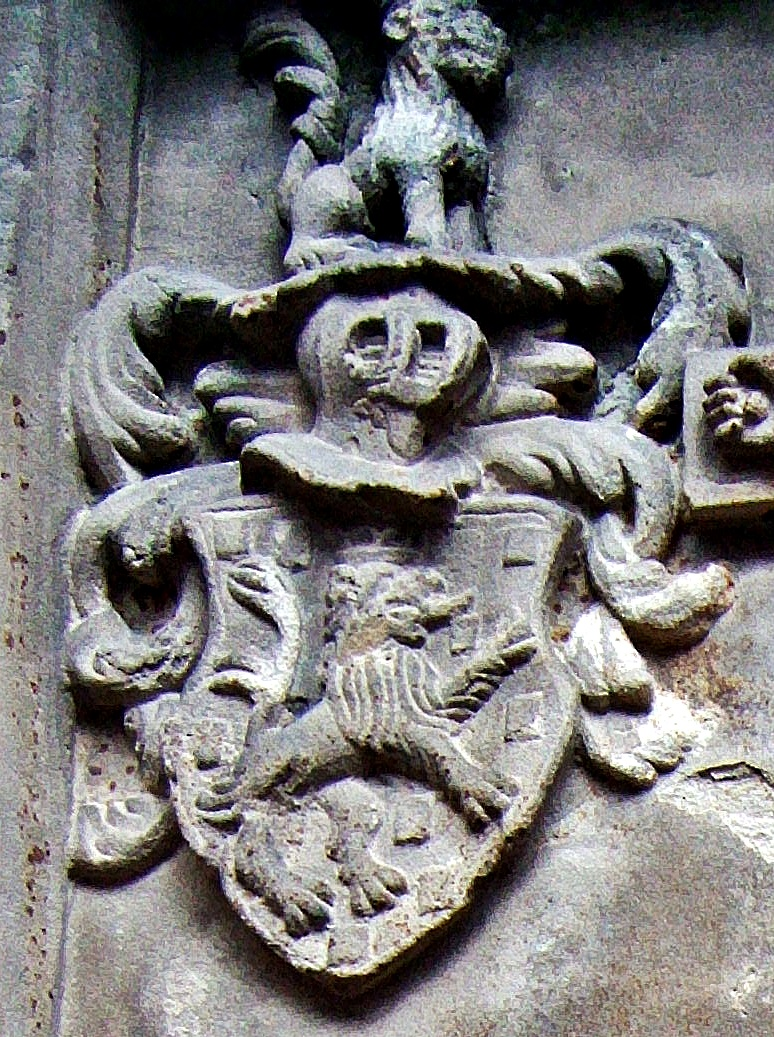
Familienwappen vom Epitaph des Enkels Wilhelm Brenner von Löwenstein, Deidesheim

Johann Brenner von Löwenstein († 21. März 1521) war ein Adeliger im Dienste der Kurpfalz.

## Herkunft und Familie
Er entstammte dem pfälzischen Ministerialengeschlecht der Brenner von Löwenstein (zuweilen auch Brenner von Lewenstein oder nur Löwenstein bzw. Lewenstein), das seinen  Stammsitz auf Burg Löwenstein bei Niedermoschel hatte. Manchmal trugen sie auch noch den Namenszusatz von Randeck, da sie als Ganerben auf der reichslehnbaren Burg Randeck erscheinen.
Seine Eltern waren Brenner von Löwenstein († 1471) und Anna Knebel von Katzenelnbogen († 1476).

## Leben und Wirken
Johann Brenner von Löwenstein erhielt 1487 von Kurfürst Philipp die Burg Imsweiler als Mannlehen. Er trat in die Dienste des Pfalzgrafen Johann I. von Pfalz-Simmern und amtierte ab 1499 als dessen Amtmann in Bad Kreuznach. 1508 bis 1512 war er kurpfälzischer Burggraf und Oberamtmann von Alzey. Kaiser Maximilian stellte ihm 1518 einen Lehenbrief für Burg Randeck aus.
Johann Brenner von Löwenstein heiratete 1482 Apollonia geb. von Heppenheim genannt vom Saal († 1525). Ihr gemeinsamer Sohn Johannes Brenner von Löwenstein († 1537) war Generalvikar und Domkantor im Fürstbistum Speyer. Das Paar wurde in der katholischen Kirche zu Imsweiler begraben, wo sich sein Doppelepitaph erhalten hat.
Die Ehefrau Apollonia war eine Schwester des Anton von Heppenheim genannt vom Saal und dadurch Tante von dessen Kindern, des Speyerer Domdekans Johannes von Heppenheim genannt vom Saal († 1555) und seiner Schwester, der Rosenthaler Äbtissin Barbara von Heppenheim genannt vom Saal († 1567).
Über den Sohn Friedrich ist Johann Brenner von Löwenstein der Großvater des Wilhelm Brenner von Löwenstein († 1579) fürstbischöflich Speyerer Amtmann in Deidesheim.